# Paranatinga (tiểu vùng)
Paranatinga là một tiểu vùng thuộc bang Mato Grosso, Brasil. Tiều vùng này có diện tích 46796 km², dân số năm 2007 là 28591 người.